# Tal Brody
Talvot Brody, detto Tal (in ebraico טל ברודי‎?; Trenton, 30 agosto 1943), è un ex cestista statunitense naturalizzato israeliano.

## Carriera
Venne selezionato dai Baltimore Bullets al secondo giro del Draft NBA 1965 (12ª scelta assoluta).
Con gli Stati Uniti disputò i Campionati mondiali del 1970.
Con Israele disputò tre edizioni dei Campionati europei (1971, 1973, 1975).

## Palmarès
- Campionato israeliano: 10

Maccabi Tel Aviv: 1966-67, 1967-68, 1970-71, 1971-72, 1972-73, 1973-74, 1974-75, 1975-76, 1976-77, 1977-78
- Coppa di Israele: 6

Maccabi Tel Aviv: 1970-71, 1971-72, 1972-73, 1974-75, 1976-77, 1977-78
- Coppa dei Campioni: 1

Maccabi Tel Aviv: 1976-77